# Zdenka Kramplová
Zdenka Kramplová (ur. 7 sierpnia 1957 w Krupinie) – słowacka polityk i przedsiębiorca, parlamentarzystka, w latach 1997–1998 minister spraw zagranicznych w rządzie Vladimíra Mečiara, w okresie 2007–2008 minister rolnictwa w rządzie Roberta Ficy.

## Życiorys
W latach 1976–1981 kształciła się w akademii rolniczej w Płowdiwie. Po powrocie na Słowację pracowała jako redaktorka w wydawnictwie „Príroda”. W latach 1992–1994 była doradcą premiera Słowacji do spraw parlamentu, partii politycznych i organizacji pozarządowych. Od 1994 do 1997 kierowała kancelarią rządu Vladimíra Mečiara zaś w latach 1997–1998 pełniła funkcję ministra spraw zagranicznych Słowacji w tym gabinecie. W 1998 przez krótki czas była ambasadorem w Kanadzie.
W okresie rządów centroprawicowej koalicji zajmowała się prowadzeniem działalności gospodarczej (1999–2006). W 2006 została wybrana na posłankę do Rady Narodowej z ramienia ĽS-HZDS, w której od 2005 pełniła funkcję sekretarza. W rządzie Roberta Ficy zajmowała przez krótki okres stanowisko ministra rolnictwa (2007–2008). W 2009 odeszła z ĽS-HZDS, zakładając niewielkie ugrupowanie pod nazwą AZEN (Aliancia za Európu národov), z ramienia którego bezskutecznie kandydowała w wyborach w 2010. Powróciła następnie do sektora prywatnego, prowadząc działalność w zawodzie mediatora.